# جزيرة ثوريا

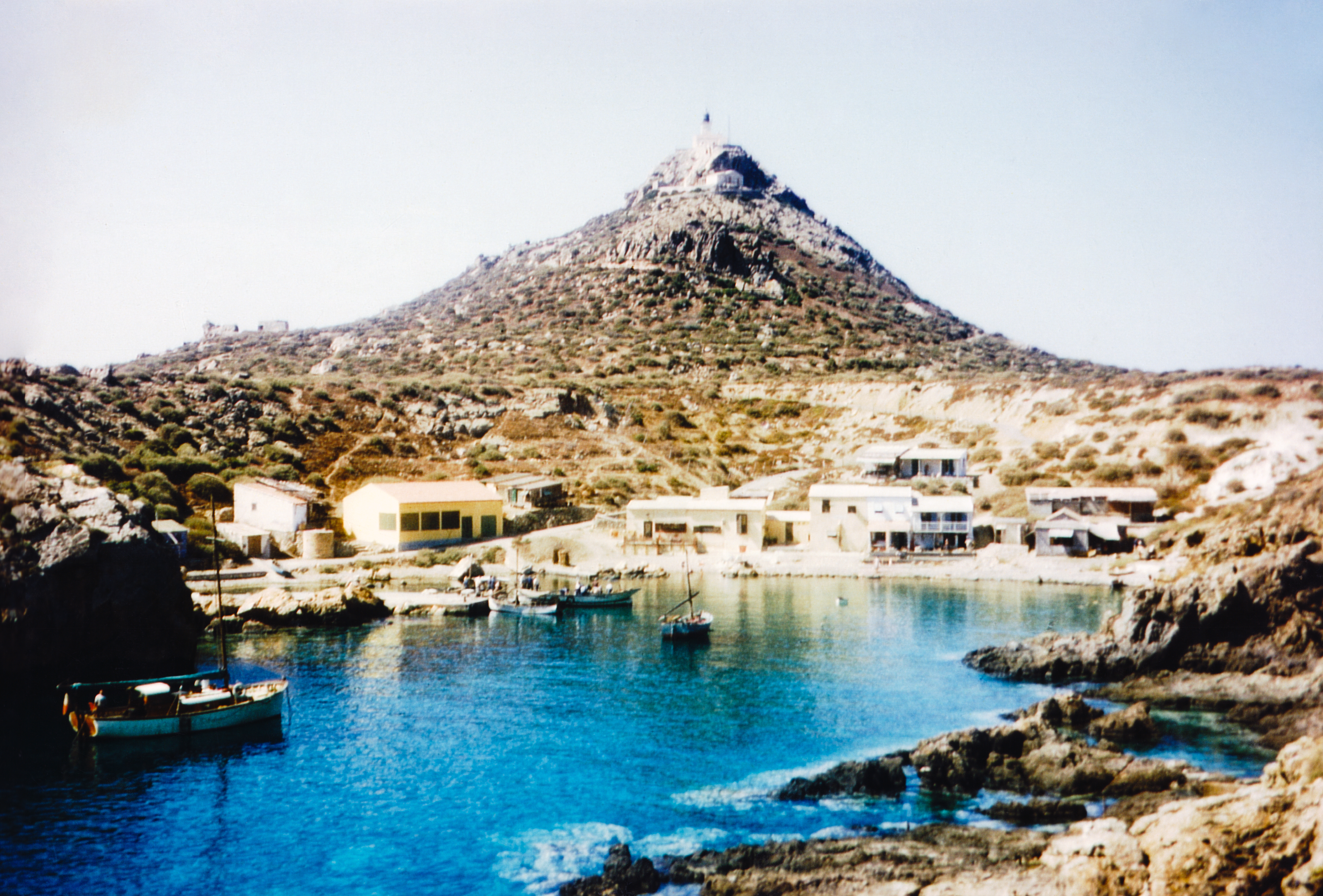
مرفأ ومنارة جزيرة ثوريا

جزيرة ثوريا هي أكبر جزيرة بأرخبيل جزر حبيبة الجزائرية، طولها 1200 متر و عرضها 600 متر تقع قبالة شاطئ مداغ في بلدية عين الكرمة غربي ولاية وهران.
صنفت الجزيرة ضمن جزر حابيباس محمية طبيعية بحرية.